# Pierre-François Choullat
Pierre-François Choullat, né le 23 mars 1684 à Porrentruy et mort le 24 février 1765 à Belfort, est un banquier suisse.

## Biographie
Fils du maire Pierre-François, il est élève au collège jésuite de Porrentruy, puis docteur en droit. Avocat et banquier, il devient conseiller, lieutenant en 1713, maître-bourgeois de Porrentruy en 1717, puis receveur général des contributions en 1731.
Il joua un important rôle lors des troubles survenus dans l'évêché de Bâle entre 1726 et 1740, comme conseiller des campagnards ajoulots, qui le surnommait Père de la Patrie, et comme défenseur des droits de sa ville contre le pouvoir du prince-évêque.
En 1736, il fut destitué de ses fonctions, et, en 1740, condamné à mort, mais vit sa peine commuée en détention à perpétuité par Mgr von Reinach.
Il se retira alors, en 1751, chez le frère de sa femme, le curé Théodoric-Joseph Münch, à Rouffach.
Beau-frère par alliance de Jean-Georges Bruat, il est le grand-père de Jean-Xavier Bureau de Pusy et du général Marie Guillaume Daumas, ainsi que l'arrière grand-père du général Gabriel Gaspard Achille Adolphe Bernon de Montélégier.

## Sources
- Philippe Froidevaux, « Choullat, Pierre François » dans le Dictionnaire historique de la Suisse en ligne, version du 15 juillet 2005.